# シャバーニ
シャバーニ（1996年10月20日 - ）は、愛知県名古屋市千種区の東山動植物園で飼育されている雄のニシローランドゴリラである。メディアなどで「イケメンゴリラ」として取り上げられることで知られる。

## 略歴

### 誕生から来日まで
1996年10月20日、オランダ・ヘルダーラント州アペルドールンのアペンヒュール霊長類公園にて、父キバブ・母モウイラの第3子として産まれ、同年12月6日にオーストラリアのタロンガ動物園へ家族と共に移った。同じ両親の間に生まれた兄弟は後述のハオコを含め4頭いる。
11歳を迎えた2007年6月27日、繁殖プログラムのため3歳上の次兄・ハオコと共に来日する。ハオコは上野動物園へ、シャバーニは東山動植物園へと来園した。

### 繁殖
東山動植物園は1959年からゴリラを飼育しており、日本国内でも古くからゴリラを飼育してきた動物園の一つであったが、繁殖は2例のみであり、かつ無事育ったのは雌のアイ（2003年2月27日 - ）の1例のみであった。更に2003年にアイの父・リッキーが死亡したため、シャバーニが来園するまで4年間、アイとその母・ネネ（推定1972年 - ）、当時国内最高齢だったオキ（推定1956年 - 2010年12月30日）の雌3頭のみが飼育されていた。
この3頭のうち、オキは高齢かつシャバーニとの相性も悪かったため子どもは生まれなかったが、ネネとの相性は良好で息子キヨマサ（2012年11月1日 - ）を授かった。アイとは当初こそ相性は悪かったものの、後に息子（2012年3月15日 - 生後すぐ死亡）と娘アニー（2013年6月2日 - ）を授かっている。
2018年6月、アフリカの森エリア完成に伴い類人猿舎から新ゴリラ舎に引っ越した。

### 人気
顔つきや表情から人気を博していたが、2015年3月ごろX（旧Twitter）にシャバーニの写真が投稿され、「イケメンすぎる」と知られ、プロサッカー選手の大久保嘉人が自身の公式Xでシャバーニと並べた写真を投稿し、一気にイケメンゴリラとして知られるようになったとされる。
同年10月には、写真集、DVDが12月に発売された。
続いて2016年には2016年度名古屋市職員募集のポスター、名糖産業のアルファベットチョコレートのパッケージに採用されている。同年9月23日付で「シャバーニ」と「SHABANI」が商標登録された。2016年10月現在、シャバーニ関連商品は150種に及び、東山動植物園公認グッズ全体の4 - 5割の売り上げを占めるに至っている。

## 写真集・DVD
- 東山動植物園オフィシャルゴリラ写真集 シャバーニ! （2015年 扶桑社 ISBN 978-4594073480）

「行き過ぎた動物のアイドル化はやめてほしい」との園側の要望に応える形での出版。
- イケメンすぎるゴリラ。シャバーニ （2015年 AMGエンタテインメント）

## 由来する愛称を持つ著名人
- 福敬登 - 中日ドラゴンズの投手[13][14]。
- 原修太 - バスケットボール選手。「ハラーニ」という愛称がある[15]。
- 吉田敏洋 - 名古屋競輪場をホームバンクとする競輪選手[16]。